# Peugeot XD
Con la sigla XD si intende una famiglia di motori Diesel per uso automobilistico prodotta dal 1961 al 1992 dalla fabbrica motoristica francese Indenor.

## Storia ed evoluzione
Questa famiglia di motori a 4 cilindri in linea ha visto un utilizzo massiccio da parte della Peugeot. Tali motori hanno avuto il merito di consacrare la Casa automobilistica francese come una delle marche leader nel campo delle vetture a gasolio. La storia dei motori XD affonda le sue origini nel 1959, quando venne lanciata la Peugeot 403 Diesel, prima auto francese a essere equipaggiata da un motore a gasolio. Tale motore, l'Indenor TMD da 1.8 litri, sarebbe servito da base per la futura famiglia di motori XD a gasolio, che avrebbero equipaggiato diverse vetture, non solo di marca Peugeot, fatto che dimostra come le qualità di economia e robustezza di tali motori sia stata richiesta anche da altre Case automobilistiche. Poche erano le differenze tra il motore TMD e il primissimo motore XD, siglato XD85 (dove il numero indica la misura dell'alesaggio): tra queste vi furono alcune rivisitazioni in grado di innalzarne la potenza a 55 CV e inoltre l'inclinazione del motore XD85 di 20°.

La base rimase quindi la stessa per tutti i motori XD, annoverando quindi fra l'altro: testata in lega leggera, distribuzione ad asse a camme laterale, valvole in testa e albero a gomiti su 5 supporti di banco. I motori della famiglia XD sono stati prodotti in 8 varianti, le cui caratteristiche vengono riportate nella seguente tabella: si tenga presente che le tre applicazioni relative alla Peugeot 404 (le prime due righe più la quarta) mostrano il valore di potenza massima secondo le normative SAE, mentre le restanti seguono le normative DIN.
| Variante | Alesaggio e corsa | Cilindrata (cm³) | Rapporto di compressione | Alimentazione                                 | Potenza CV/rpm | Coppia Nm/rpm | Applicazioni                               | Anni di produzione |
| -------- | ----------------- | ---------------- | ------------------------ | --------------------------------------------- | -------------- | ------------- | ------------------------------------------ | ------------------ |
| XD85     | 85x80             | 1816             | 21                       | Diesel aspirato Iniezione indiretta           | 55/4000        | -             | Peugeot 404 Diesel Commerciale / Familiale | 1962-64            |
| XD85     | 85x80             | 1816             | 21                       | Diesel aspirato Iniezione indiretta           | 55/4000        | -             | Peugeot J7 1400 kg Diesel                  | 1965-67            |
| XD88     | 88x80             | 1948             | 21                       | Diesel aspirato Iniezione indiretta           | 68/4500        | 119/2250      | Peugeot 404 Diesel                         | 1963-72            |
| XD88     | 88x80             | 1948             | 21                       | Diesel aspirato Iniezione indiretta           | 65             | -             | Peugeot 404 Diesel                         | 1972-75            |
| XD88     | 88x80             | 1948             | 21                       | Diesel aspirato Iniezione indiretta           | 65             | -             | Peugeot J7 1400 kg Diesel                  | 1967-77            |
| XD88     | 88x80             | 1948             | 21                       | Diesel aspirato Iniezione indiretta           | 56/4500        | 121/2000      | Peugeot 504 LD                             | 1973-79            |
| XD88     | 88x80             | 1948             | 21                       | Diesel aspirato Iniezione indiretta           | 56/4500        | 121/2000      | Peugeot 504 Commerciale Diesel             | 1972-74            |
| XD90     | 90x83             | 2112             | 22,2                     | Diesel aspirato Iniezione indiretta           | 65/4500        | 126/2000      | Peugeot 504 Diesel / 504 GLD 2.1           | 1970-80            |
| XD90     | 90x83             | 2112             | 22,2                     | Diesel aspirato Iniezione indiretta           | 65/4500        | 126/2000      | Peugeot 504 Diesel Break                   | 1971-79            |
| XD90     | 90x83             | 2112             | 22,2                     | Diesel aspirato Iniezione indiretta           | 65/4500        | 126/2000      | Peugeot 504 Break GLD 2.1                  | 1977-78            |
| XD90     | 90x83             | 2112             | 22,2                     | Diesel aspirato Iniezione indiretta           | 65/4500        | 126/2000      | Peugeot 504 Familiale Diesel 2.1           | 1971-77            |
| XD90     | 90x83             | 2112             | 22,2                     | Diesel aspirato Iniezione indiretta           | 65/4500        | 126/2000      | Peugeot 504 GRD/SRD                        | 1980-83            |
| XD90     | 90x83             | 2112             | 22,2                     | Diesel aspirato Iniezione indiretta           | 65/4500        | 126/2000      | UMM 4x4                                    | 1977-84            |
| XD90     | 90x83             | 2112             | 22,2                     | Diesel aspirato Iniezione indiretta           | 65/4500        | 126/2000      | Ford Granada Mk2                           | 1977-85            |
| XD2      | 94x83             | 2304             | 22,2                     | Diesel aspirato Iniezione indiretta           | 70/4500        | 134/2000      | Peugeot 504 GLD 2.3                        | 1978-80            |
| XD2      | 94x83             | 2304             | 22,2                     | Diesel aspirato Iniezione indiretta           | 70/4500        | 134/2000      | Peugeot 504 Break GLD 2.3                  | 1978-80            |
| XD2      | 94x83             | 2304             | 22,2                     | Diesel aspirato Iniezione indiretta           | 70/4500        | 134/2000      | Peugeot 504 Familiale Diesel 2.3           | 1978-83            |
| XD2      | 94x83             | 2304             | 22,2                     | Diesel aspirato Iniezione indiretta           | 70/4500        | 134/2000      | Peugeot 504 Break GRD 2.3                  | 1980-83            |
| XD2      | 94x83             | 2304             | 22,2                     | Diesel aspirato Iniezione indiretta           | 70/4500        | 134/2000      | Peugeot 505 GRD/SRD                        | 1979-82            |
| XD2      | 94x83             | 2304             | 22,2                     | Diesel aspirato Iniezione indiretta           | 70/4500        | 134/2000      | Peugeot 505 Break GLD                      | 1982               |
| XD2      | 94x83             | 2304             | 22,2                     | Diesel aspirato Iniezione indiretta           | 70/4500        | 134/2000      | Ford Sierra Mk1 2.3 D                      | 1982-89            |
| XD2S     | 94x83             | 2304             | 21                       | Turbodiesel iniezione indiretta               | 80/4150        | 185/2000      | Peugeot 505 GRD Turbo/SRD Turbo            | 1981-84            |
| XD2S     | 94x83             | 2304             | 21                       | Turbodiesel iniezione indiretta               | 80/4150        | 185/2000      | Peugeot 604 2.3 DTurbo/GRD Turbo/SRD Turbo | 1979-83            |
| XD2S     | 94x83             | 2304             | 21                       | Turbodiesel iniezione indiretta               | 80/4150        | 185/2000      | Talbot Tagora 2.3 DT                       | 1980-83            |
| XD3      | 94x90             | 2498             | 23                       | Diesel aspirato Iniezione indiretta           | 75/4500        | 148/2000      | Peugeot 505 GLD                            | 1982-92            |
| XD3      | 94x90             | 2498             | 23                       | Diesel aspirato Iniezione indiretta           | 75/4500        | 148/2000      | Peugeot 505 GRD                            | 1981-87            |
| XD3      | 94x90             | 2498             | 23                       | Diesel aspirato Iniezione indiretta           | 75/4500        | 148/2000      | Peugeot 505 SRD                            | 1981-82            |
| XD3      | 94x90             | 2498             | 23                       | Diesel aspirato Iniezione indiretta           | 75/4500        | 148/2000      | Peugeot 505 Break GLD/Break GRD            | 1982-92            |
| XD3      | 94x90             | 2498             | 23                       | Diesel aspirato Iniezione indiretta           | 75/4500        | 148/2000      | Peugeot 505 Break SRD                      | 1982-84            |
| XD3      | 94x90             | 2498             | 23                       | Diesel aspirato Iniezione indiretta           | 75/4500        | 148/2000      | Peugeot 505 Familiale Diesel               | 1982-88            |
| XD3      | 94x90             | 2498             | 23                       | Diesel aspirato Iniezione indiretta           | 75/4500        | 148/2000      | Peugeot 505 GRD Familiale                  | 1986-91            |
| XD3      | 94x90             | 2498             | 23                       | Diesel aspirato Iniezione indiretta           | 75/4500        | 148/2000      | Peugeot P4                                 | -                  |
| XD3T     | 94x90             | 2498             | 21                       | Turbodiesel iniezione indiretta               | 95/4150        | 206/2000      | Peugeot 505 GTD Turbo                      | 1983-85            |
| XD3T     | 94x90             | 2498             | 21                       | Turbodiesel iniezione indiretta               | 95/4150        | 206/2000      | Peugeot 505 SRD Turbo                      | 1985-87            |
| XD3T     | 94x90             | 2498             | 21                       | Turbodiesel iniezione indiretta               | 95/4150        | 206/2000      | Peugeot 505 STD Turbo                      | 1988               |
| XD3T     | 94x90             | 2498             | 21                       | Turbodiesel iniezione indiretta               | 95/4150        | 206/2000      | Peugeot 505 Break GTD Turbo                | 1985-86            |
| XD3T     | 94x90             | 2498             | 21                       | Turbodiesel iniezione indiretta               | 95/4150        | 206/2000      | Peugeot 604 GTD Turbo                      | 1983-85            |
| XD3TE    | 94x90             | 2498             | 21                       | Turbodiesel iniezione indiretta + intercooler | 110/4150       | 235/2000      | Peugeot 505 GTD Turbo                      | 1986-92            |
| XD3TE    | 94x90             | 2498             | 21                       | Turbodiesel iniezione indiretta + intercooler | 110/4150       | 235/2000      | Peugeot 505 STD Turbo                      | 1992               |
| XD3TE    | 94x90             | 2498             | 21                       | Turbodiesel iniezione indiretta + intercooler | 110/4150       | 235/2000      | Peugeot 505 Break GTD Turbo                | 1987-88            |
| XD3TE    | 94x90             | 2498             | 21                       | Turbodiesel iniezione indiretta + intercooler | 110/4150       | 235/2000      | UMM Alter II 4x4 2.5D Turbo Intercooler    | 1987-94            |

## Altre applicazioni
I motori XD hanno trovato applicazione anche in alcuni veicoli fuoristrada dell'indiana Mahindra e Tata Motors, in alcuni furgoni Leyland e in alcuni modelli della sovietica Volga.
Le versioni XD2 e XD3 sono state montate anche su fuoristrada UAZ importati in Italia, tra cui il modello di fuoristrada UAZ 469B, importato dalla ditta Martorelli di Roma e qui sostituito il motore originale 2445cc  benzina a carburatore con l'XD3 da 2498 cc.